# Ismail Al-Karaghouli
Ismail Al-Karaghouli (ar. إسماعيل القرغولي; ur. 15 czerwca 1943 w Bagdadzie) – iracki zapaśnik walczący w obu stylach. Olimpijczyk z Meksyku 1968, gdzie zajął siódme miejsce w stylu wolnym i 23. miejsce w klasycznym. Walczył w wadze piórkowej.

## Letnie Igrzyska Olimpijskie 1968
| Konkurencja          | Rundy eliminacyjne  | Klas. końcowa |
| Konkurencja          | Przeciwnik I        | Miejsce       |
| -------------------- | ------------------- | ------------- |
| 63 kg styl klasyczny | Roman Rurua (URS) P | 23.           |

| Konkurencja      | Rundy eliminacyjne       | Rundy eliminacyjne   | Rundy eliminacyjne | Rundy eliminacyjne      | Klas. końcowa |
| Konkurencja      | Przeciwnik I             | Przeciwnik II        | Przeciwnik III     | Przeciwnik IV           | Miejsce       |
| ---------------- | ------------------------ | -------------------- | ------------------ | ----------------------- | ------------- |
| 63 kg styl wolny | José Luis García (GUA) Z | Enju Todorow (BUL) P | José Ramos (CUB) R | József Rusznyák (HUN) Z | 7.            |